# Żerniki (województwo łódzkie)
Żerniki – wieś w Polsce położona w województwie łódzkim, w powiecie poddębickim, w gminie Zadzim.
| SIMC    | Nazwa  | Rodzaj    |
| ------- | ------ | --------- |
| 0721024 | Nowiny | część wsi |

W skład sołectwa Żerniki wchodzą także Anusin i Wiorzyska. 
W latach 1975–1998 miejscowość należała administracyjnie do województwa sieradzkiego.